# 旅のココロ
『旅のココロ』（たびのココロ）は、九州朝日放送の企画・制作によりテレビ朝日系列で放送されていた紀行・グルメバラエティ番組。2003年から2011年まで毎年1回放送されていた。

## 概要
放送開始から2004年までは出演者が世界の有名スポットを旅をする紀行番組であったが、以降からは司会に加えゲストが数名出演し、日本各所のグルメスポットを回るグルメ番組となっている。
2009年放送分では17.9%（北部九州地区、ビデオリサーチ社調べ）を記録。この記録はプロ野球を除くと九州朝日放送制作の番組では過去最高である。（2009年4月現在、関東地区では15.2%だった。）
2012年からは「あっぱれ!ニッポン国民遺産」を放送している。

## 放送日・サブタイトル・出演者
| 回数 | 放送日        | 放送時間            | サブタイトル                                 | 司会                                | ゲスト                                               |
| ---- | ------------- | ------------------- | -------------------------------------------- | ----------------------------------- | ---------------------------------------------------- |
| 1    | 2003年1月4日  | 15時00分 - 15時55分 | 誘惑のインド ダージリン・ヒマラヤ鉄道の旅    | 伊原剛志 新山千春                   | -                                                    |
| 2    | 2004年1月3日  | 14時30分 - 15時55分 | 地球の素肌 北米グランドキャニオンへの旅      | 筧利夫 加藤紀子                     | -                                                    |
| 3    | 2005年1月3日  | 10時50分 - 11時45分 | 味わえ!ニッポン 屋台は文化だ!!               | 藤井隆 YOU 辻本茂雄                 | 東海林のり子 松村邦洋 原口あきまさ                   |
| 4    | 2006年1月3日  | 10時50分 - 11時45分 | 味わえ! ニッポン 麺食らえ!!                  | 石塚英彦 平山あや キャイ〜ン        | 小松政夫 ザブングル イワイガワ                       |
| 5    | 2007年1月8日  | 10時30分 - 11時25分 | 有名人が絶対教えたくない! 絶対おいしいツアー | YOU 恵俊彰 ビビる大木 石塚英彦      | 叶美香 平野レミ おすぎ 川﨑宗則                      |
| 6    | 2008年1月4日  | 16時00分 - 16時55分 | 有名人が絶対教えたくない! 絶対おいしいツアー | 石塚英彦 森久美子 金子貴俊 安倍麻美 | 上戸彩 ギャル曽根 東国原英夫 中尾彬 ほか             |
| 7    | 2009年1月12日 | 10時30分 - 11時25分 | 石ちゃん新庄の絶対美味しい! 感動グルメツアー | 石塚英彦 新庄剛志 大沢あかね        | はるな愛 杉本彩 里田まい 森本稀哲 ほか               |
| 8    | 2010年1月9日  | 14時00分 - 14時55分 | あの超有名人もおすすめ マル秘グルメ5番勝負!! | 石塚英彦 恵俊彰                     | 小倉優子 勝俣州和 アントニオ猪木 寺門ジモン 山本高広 |
| 9    | 2011年1月10日 | 10時30分 - 11時25分 | 高橋克典の絶対美味しい 思い出グルメツアー    | 石塚英彦 高橋克典                   | 柳原可奈子 次長課長 （河本準一 井上聡） 新山千春     |

## 備考
- 出演者は毎年異なるが、石塚英彦は2006年以降毎回出演している。